# Rafael Morales Casas
Rafael Morales Casas (Talavera de la Reina, 31 de juliol de 1919 - Madrid, 29 de juny de 2005) va ser un poeta en castellà espanyol.

## Biografia
Va començar a escriure versos quan tan sols tenia set anys. En va publicar els primers a la revista Rumbos que dirigia Víctor González Gil. Es va llicenciar en Filosofia i Lletres a la Universitat de Madrid i va obtenir una beca per a estudiar dos anys a Portugal durant la Segona Guerra Mundial; allí es va llicenciar en Literatura Portuguesa a la Universitat de Coïmbra. Lliurat a una febril activitat periodística, va dirigir, a més a més, l'Aula de Literatura del Ateneo de Madrid i La Estafeta Literaria. Va escriure a "El mono azul" i va ser el membre més jove de la Liga de Intelectuales Antifascistas. El 1952 era assessor de la revista Poesía Española, editada per la Dirección General de Prensa. Va ser, a més a més, crític literari de la revista Ateneo i en diversos diaris espanyols; el 1970 ho era del diari falangista Arriba. Va col·laborar activament en la secció de Filología y Literatura de la Enciclopedia de la Cultura Española.
Rafael Morales ha obtingut nombrosos premis, entre els quals destaqun el Premio Nacional de Literatura de 1954, el Gibraltar que atorgava el setmanari madrileny Juventud i l'internacional de poesía Ciudad de Melilla de 1993 amb el seu llibre Entre tantos adioses. Rafael Morales va morir a Madrid el 20 de juny de 2005
La seva poesia, divulgada a les pàgines de la revista Escorial de Madrid quan tan sols tenia 22 anys, va començar per cultivar un estrofisme clàssic i una gran serenitat de concepte, dins del que Dámaso Alonso va denominar "poesía arraigada" de la Primera Generació de Postguerra; influïda per l'obra de Miguel Hernández destaca el seu primer llibre «Poemas del toro» (1943), que va inaugurar la col·lecció de poesia «Adonáis»; el segon és «El corazón y la tierra» (1946), que agafa com a temes principals l'amor, el paisatge i el temps; però amb el seu llibre «Los desterrados» de 1947 va escriure el primer llibre de poesia social i existencial de la seva època i passa a militar en la "poesía desarraigada"; amb aquesta obra passa revista a tota mena de marginats i desheretats per la societat i la desgràcia. Van seguir «Poesías completas» (1949), «Canción sobre el asfalto» (1954), on aborda la ciutat i les seves misèries; «La rueda y el viento» (1971), «El prado de las serpientes» (1982), el títol del qual s'inspira en una expressió al final de «La Celestina» en la qual es qualifica el món, i «Obra poética completa» (1999).
Amb el poeta anglès Charles David Ley va traduir l'obra del poeta portuguès Alberto de Serpa en la col·lecció Adonáis. Va escriure també «Antología y pequeña historia de mis libros» (1958) i algunes narracions de temàtica taurina. Entre els seus llibres en prosa destaca l'atenció que va dedicar a la literatura infantil i juvenil amb obres com «Dardo, el caballo del bosque» o «Narraciones de la vieja India», «Leyendas del Río de la Plata», «Leyenda del Caribe», «Leyenda de los Andes», «Leyenda del Al-Andalus»... A «Granadeño, toro bravo» intenta penetrar en el món psíquic del toro. En 1982 va publicar «Reflexiones sobre mi poesía». Dels seus treballs finals sobresurten «Entre tantos adioses» (1993) i «Poemas de la luz y la palabra» (2003).

## Obres
- Poemas del toro, M., Col. Adonais, 1943.
- El corazón y la tierra, Valladolid, Halcón, 1946.
- Los desterrados, M., Col. Adonais, 1947.
- Poemas del toro y otros versos, M., Afrodisio Aguado, 1949 (Pròleg de José María de Cossío).
- Canción sobre el asfalto, M., Los Poetas, 1954 (Premio Nacional de Literatura).
- Antología y pequeña historia de mis versos, M., Escelicer, 1958.
- La máscara y los dientes, M., Prensa Española, 1962.
- Poesías completas, M., Giner, 1967.
- La rueda y el viento, Salamanca, Álamo, 1971.
- Obra poética (1943-1981), M., Espasa-Calpe, 1982 (Amb el llibre inèdit Prado de Serpientes. Pròleg de Claudio Rodríguez).
- Entre tantos adioses, Melilla, Rusadir, 1993.
- Obra poética completa (1943-1999), M., Calambur, 1999.
- Poemas de la luz y la palabra (2003).